# Friedrich Ahn
Friedrich Ahn (Celje, 1861. május 5. – Graz, 1916. szeptember 16.) osztrák bibliográfus, szlavista.

## Élete
1879-ig a ljubljanai gimnáziumban tanult, ezután Grazban klasszika-filológiát, ókori történelmet és szlavisztikát hallgatott. 1889-ben szerzett doktori címet, ezután a graz-i Egyetemi Könyvtár munkatársa lett. Kutatta a krajnai könyvkereskedelem történetét, de érdeklődött a szlovén nyelvű protestáns munkák iránt is. Munkáit a következő lapokban tette közzé: Publik. des Börsen-Ver. der deutschen Buchhändler (1897, 1902, 1906); Mitteilungen des österr. Vereines f. Bibliothekswesen (1906), Jahrbuch der Ges. f. Gesch. des Prot. in Österreich (1906), valamint Carnioli (1908). 12 nagyobb lélegzetű, a szlovén sajtóval és Krajna történelmével foglalkozó dolgozata a következő kiadványokban jelent meg: Bibliogr. Seltenheiten der Truber-Literatur (1894); Die slovenischen Erstlingsdrucke der Stadt Laibach (1896); Johann Mannel, Laibachs erster Buchdrucker (1897); Johann Mannels deutsche Druckwerke (1906).

## Fordítás
- Ez a szócikk részben vagy egészben  a   Friedrich Ahn című szlovén Wikipédia-szócikk ezen változatának fordításán alapul.  Az eredeti cikk szerkesztőit annak laptörténete sorolja fel. Ez a jelzés csupán a megfogalmazás eredetét és a szerzői jogokat jelzi, nem szolgál a cikkben szereplő információk forrásmegjelöléseként.